# Codice dell'ordinamento militare
Il Codice dell'ordinamento militare (COM) è un testo normativo della Repubblica Italiana – emanato con decreto legislativo 15 marzo 2010, n. 66 – che disciplina l'organizzazione, il funzionamento e i compiti della difesa militare e delle forze armate italiane. È entrato in vigore il 10 ottobre 2010.
Il relativo regolamento di attuazione è stato emanato con il decreto del presidente della Repubblica del 15 marzo 2010 n. 90, recante Testo unico delle disposizioni regolamentari in materia di ordinamento militare (TUOM).

## Storia
La creazione del codice venne promossa da Arturo Parisi, Ministro della difesa durante il governo Prodi II, nell'ambito del procedimento di semplificazione e riassetto normativo effettuato ai sensi dell'art. 20 comma 9 della legge 15 marzo 1997, n. 59 (legge Bassanini semel) e dell'art. 14 della legge 28 novembre 2005, n. 246.
La codificazione iniziò nel dicembre 2007 recependo sollecitazioni del Consiglio di Stato e dal Presidente del Consiglio dei Ministri Romano Prodi (In particolare vedasi la Relazione concernente la ricognizione della legislazione statale vigente del 12 aprile 2007). L'abrogazione delle leggi in materia, e il riassetto di tutte le altre norme in un codice unico, fu operazione molto complessa considerando il numero elevatissimo di fonti in tema che risalivano al XIX secolo e, tramite riferimenti normativi, anche agli stati preunitari. La ricognizione consentì di catalogare 2.250 norme primarie, 390 norme secondarie e 11 fonti terziarie. La codificazione permise così la riduzione di quattro quinti della normativa di rango primario e secondario sino al tempo vigente (da circa 1.600 fonti primarie e secondarie si è passati a una sola fonte primaria e una sola fonte secondaria; da circa 17.000 articoli si passò a 3.398 articoli).
Durante la riunione del Consiglio dei ministri n. 15 del 14 febbraio 2012 si parlò di una sostanziale riforma del codice dell'ordinamento militare, di novità riguardanti la riorganizzazione degli articoli in undici capitoli, armonizzane il testo, eliminando errori materiali di scrittura e inserendo nuove norme che riguardavano il riordino degli enti delle forze armate italiane e del segretariato generale della difesa, oltre allo stato giuridico del personale militare. Si parlò anche della possibilità di modifica al D.P.R. 90/2010 inserendo norme regolamentari sopravvenute, tra le quali la tutela dei luoghi di lavoro, gli organismi collegiali e le cause di servizio, oltre alla modifica di norme relative alla gestione e all'amministrazione contabile dei comandi militari, ai corsi di formazione e alla sanità militare italiana. Le modifiche vennero infine apportate dal d.lgs 24 febbraio 2012, n. 20.
Il decreto del 2010 ha ricevuto ulteriori modifiche nel corso del tempo, tra le modifiche più rilevanti si segnalano quelle del d.lgs 28 gennaio 2014, n. 8, che stabilì nuove dimensioni massime sugli organici e nuove disposizioni circa il reclutamento, del d.lgs. 29 maggio 2017, n. 94 che riordinò i ruoli e le carriere del personale delle forze armate italiane e della legge 5 agosto 2022, n. 119, che ha modificato i ruoli dei volontari in ferma prefissata nonché gradi e qualifiche di VFP e dei graduati di truppa.

## Struttura
Il codice è diviso in 9 libri ed originariamente conteneva, nella versione originale, 2.272 articoli; ogni Libro è suddiviso in Titoli, Capi, Sezioni e, limitatamente al nono libro, in Parti.
L'organizzazione di base è la seguente (aggiornato al 29 agosto 2022):
- Libro primo - Organizzazione e funzioni;
  - Titolo I - Disposizioni preliminari
  - Titolo II - Consiglio supremo di difesa
  - Titolo III - Amministrazione della difesa
    - Capo I - Ministro della difesa
    - Capo II - Ministero della difesa
    - Capo III - Area tecnico operativa
    - Capo IV - Area tecnico amministrativa
    - Capo V - Area tecnico industriale
    - Capo VI - Giustizia militare

  - Titolo IV - Forze armate
    - Capo I - Disposizioni comuni
    - Capo II - Esercito italiano
    - Capo III - Marina militare
    - Capo IV - Aeronautica militare
    - Capo V - Arma dei carabinieri

  - Titolo V - Sanità militare
    - Capo I - Disposizioni generali
    - Capo II - Organizzazione
    - Capo III - Attribuzioni e servizi
    - Capo IV - Personale addetto alla sanità militare

  - Titolo VI - Istituti di istruzione e formazione
    - Capo I - Disposizioni generali
    - Capo II - Scuole militari
    - Capo III - Istituti di formazione
- Libro secondo - Beni
  - Titolo I - Disposizioni generali
  - Titolo II - Singole categorie di beni militari
    - Capo I - Opere permanenti di protezione antiaerea
    - Capo II - Strade militari, veicoli e patenti militari, esigenze militari in relazione alla circolazione stradale
    - Capo III - Porti e aeroporti militari, navi e aeromobili militari
    - Capo IV - Rifugi alpini
    - Capo V - Campi di tiro a segno
    - Capo VI - Zone monumentali di guerra, patrimonio storico della prima guerra mondiale, sepolcreti di guerra
    - Capo VII - Alloggi di servizio
    - Capo VIII - Diritti di proprietà industriale delle Forze armate

  - Titolo III - Accesso di parlamentari a strutture militari
  - Titolo IV - Valorizzazione e dismissione di beni immobili e mobili
    - Capo I - Dismissioni di beni immobili e cessioni di beni mobili
    - Capo II - Fondi comuni di investimento immobiliare per la valorizzazione e l'alienazione di immobili militari

  - Titolo V - Modi di acquisto coattivo di beni e diritti nell'interesse della difesa militare
    - Capo I - Ambito
    - Capo II - Espropriazioni, requisizioni, acquisti a seguito di confisca

  - Titolo VI - Limitazioni a beni e attività altrui nell'interesse della difesa
    - Capo I - Limitazioni a singoli beni e attività
    - Capo II - Limitazioni per intere categorie di beni e attività
    - Capo III - Disposizioni comuni
    - Capo IV - Norme speciali per la provincia di Bolzano
    - Capo V- Salvezza di altre fonti

  - Titolo VII - Urbanistica, edilizia, paesaggio, energia, ambiente e salute
    - Capo I - Urbanistica, edilizia, paesaggio, energia
    - Capo II - Ambiente

  - Titolo VIII - Requisizioni in tempo di guerra o di grave crisi internazionale
    - Capo I - Disciplina generale delle requisizioni in tempo di guerra o di grave crisi internazionale
    - Capo II - Disciplina speciale delle requisizioni di quadrupedi, veicoli e natanti di acqua dolce in caso di guerra o di grave crisi internazionale
    - Capo III - Disciplina speciale della requisizione del naviglio mercantile in caso di guerra o di grave crisi internazionale
- Libro terzo - Amministrazione e contabilità
  - Titolo I - Disposizioni generali
  - Titolo II - Attività negoziale del Ministero della difesa
    - Capo I - Disposizioni generali sull'attività negoziale del Ministero della difesa
    - Capo II - Programmazione
    - Capo III - Semplificazione e accelerazione delle procedure contrattuali
    - Capo IV - Permute
    - Capo V - Servizio di mensa
    - Capo VI - Concessioni di beni

  - Titolo III - Bilancio, norme di spesa, fondi da ripartire
    - Capo I - Bilancio
    - Capo II - Norme di spesa
    - Capo III - Fondi da ripartire
- Libro quarto - Personale militare
  - Titolo I - Disposizioni generali
    - Capo I - Dei militari
    - Capo II - Gerarchia militare

  - Titolo II - Reclutamento
    - Capo I - Disposizioni generali
    - Capo II - Ufficiali in servizio permanente
    - Capo III - Ufficiali ausiliari
    - Capo IV - Marescialli e Ispettori
    - Capo V - Sergenti e Sovrintendenti
    - Capo VI - Ispettori e Sovrintendenti del reggimento corazzieri
    - Capo VII - Reclutamento dei volontari
    - Capo VIII - Carabinieri
    - Capo IX - Allievi delle scuole militari

  - Titolo III - Formazione e addestramento
    - Capo I - Disposizioni generali
    - Capo II - Ufficiali in servizio permanente
    - Capo III - Ufficiali ausiliari
    - Capo IV - Formazione superiore degli Ufficiali
    - Capo V - Marescialli dell'Esercito italiano, della Marina militare e dell'Aeronautica militare
    - Capo VI - Ispettori
    - Capo VII - Sergenti
    - Capo VIII - Sovrintendenti
    - Capo IX - Volontari in ferma prefissata
    - Capo X - Carabinieri
    - Capo XI - Allievi delle scuole militari

  - Titolo IV - Ruoli
    - Capo I - Disposizioni generali
    - Capo II - Ruoli d'onore
    - Capo III - Esercito italiano
    - Capo IV - Marina militare
    - Capo V - Aeronautica militare
    - Capo VI - Arma dei carabinieri
    - Capo VII - Transito tra ruoli degli Ufficiali in servizio permanente
    - Capo VIII - Compiti del personale militare

  - Titolo V - Stato giuridico e impiego
    - Capo I - Il grado
    - Capo II - Posizioni di stato giuridico
    - Capo III - Rapporto di impiego
    - Capo IV - Servizio temporaneo
    - Capo V - Speciali obblighi di servizio
    - Capo VI - Prima assegnazione e trasferimenti
    - Capo VII - Personale in congedo
    - Capo VIII - Disposizioni per il tempo di guerra o di grave crisi internazionale

  - Titolo VI - Documentazione personale
    - Capo I - Disposizioni generali
    - Capo II - Documentazione matricolare
    - Capo III - Documentazione caratteristica

  - Titolo VII - Avanzamento
    - Capo I - Disposizioni generali
    - Capo II - Autorità competenti a esprimere giudizi sull'avanzamento
    - Capo III - Valutazioni per l'avanzamento
    - Capo IV - Quadri di avanzamento e promozioni
    - Capo V - Rinnovazione dei giudizi di avanzamento
    - Capo VI - Norme particolari per gli Ufficiali in servizio permanente
    - Capo VII - Avanzamento degli Ufficiali dell'Esercito italiano
    - Capo VIII - Avanzamento degli Ufficiali della Marina militare
    - Capo IX - Avanzamento degli Ufficiali dell'Aeronautica militare
    - Capo X - Avanzamento degli Ufficiali dell'Arma dei carabinieri
    - Capo XI - Avanzamento degli Ufficiali ausiliari
    - Capo XII - Avanzamento degli Ufficiali in congedo
    - Capo XIII - Avanzamento dei Sottufficiali dell'Esercito italiano, della Marina militare e dell'Aeronautica militare
    - Capo XIV - Avanzamento degli Ispettori e dei Sovrintendenti dell'Arma dei carabinieri
    - Capo XV - Avanzamento dei Graduati e Militari di truppa
    - Capo XVI - Avanzamento nel Ruolo d'onore
    - Capo XVII - Attribuzione di qualifiche indipendenti dal grado
    - Capo XVIII - Avanzamento in tempo di guerra o di grave crisi internazionale

  - Titolo VIII - Disciplina militare
    - Capo I - Fondamenti delle istituzioni militari
    - Capo II - Doveri
    - Capo III - Sanzioni disciplinari
    - Capo IV - Procedimento disciplinare
    - Capo V - Onorificenze militari e ricompense

  - Titolo IX - Esercizio dei diritti
    - Capo I - Disposizioni generali
    - Capo II - Libertà fondamentali
    - Capo III - Organi di rappresentanza militare
    - Capo IV - Esercizio dei diritti politici
    - Capo V - Diritti sociali
    - Capo VI - Protezione dei dati personali

  - Titolo X - Personale delle bande musicali
    - Capo I - Reclutamento e formazione
    - Capo II - Ruoli e organici
    - Capo III - Stato giuridico
    - Capo IV - Avanzamento

  - Titolo XI - Personale dei gruppi sportivi
- Libro quinto - Personale civile e personale ausiliario delle Forze Armate
  - Titolo I - Disposizioni generali
  - Titolo II - Personale civile
    - Capo I - Dotazione organica
    - Capo II - Docenti
    - Capo III - Trattamento economico

  - Titolo III - Personale religioso
    - Capo I - Personale del servizio di assistenza spirituale
    - Capo II - Religiose in servizio presso gli stabilimenti sanitari militari
    - Capo III - Trattamento economico
    - Capo IV - Trattamento previdenziale

  - Titolo IV - Personale della Croce rossa italiana ausiliario delle Forze armate
    - Capo I - Personale del Corpo militare
    - Capo II - Personale del Corpo delle infermiere volontarie
    - Capo III - Trattamento economico
    - Capo IV - Trattamento previdenziale

  - Titolo V - Associazione dei Cavalieri italiani del Sovrano militare ordine di Malta
    - Capo I - Personale militare
    - Capo II - Corpo delle Infermiere volontarie
    - Capo III - Trattamento economico
    - Capo IV - Trattamento previdenziale
- Libro sesto - Trattamento economico, assistenza, benessere del personale
  - Titolo I - Disposizioni generali
  - Titolo II - Personale di leva
  - Titolo III - Personale in ferma volontaria
  - Titolo IV - Personale militare fino al grado di capitano
    - Capo I - Trattamento economico stipendiale
    - Capo II - Trattamento economico stipendiale aggiuntivo
    - Capo III - Trattamento economico accessorio
    - Capo IV - Trattamento economico eventuale

  - Titolo V - Ufficiali generali e ufficiali superiori
    - Capo I - Trattamento economico stipendiale
    - Capo II - Trattamento economico accessorio
    - Capo III - Trattamento economico eventuale

  - Titolo VI - Assistenza morale, benessere e protezione sociale
    - Capo I - Istituti di retribuzione indiretta
    - Capo II - Interventi e organismi di protezione sociale
    - Capo III - Misure di sostegno alla famiglia
- Libro settimo - Trattamento previdenziale e per le invalidità di servizio
  - Titolo I - Disposizioni generali
  - Titolo II - Trattamento previdenziale normale
    - Capo I - Accesso ai trattamenti
    - Capo II - Valutazione dei servizi
    - Capo III - Sistema di calcolo della pensione

  - Titolo III - Trattamenti per le invalidità di servizio
    - Capo I - Riconoscimento della causa di servizio
    - Capo II - Equo indennizzo
    - Capo III - Trattamento privilegiato ordinario
    - Capo IV - Trattamenti speciali correlati alla causa di servizio

  - Titolo IV - Trattamento di fine servizio
  - Titolo V - Trattamento previdenziale integrativo
  - Titolo VI - Decorati dell'Ordine militare d'Italia e ricompense al valor militare
    - Capo I - Benefici previdenziali per gli appartenenti all'Ordine militare d'italia
    - Capo II - Ricompense al valor militare
- Libro ottavo - Servizio militare e servizio degli obiettori di coscienza in tempo di guerra o di grave crisi internazionale
  - Titolo I - Disposizioni generali
    - Capo I - Obblighi di leva, sospensione delle chiamate, e casi di ripristino
    - Capo II - Organi competenti
    - Capo III - Attività per l'eventuale ripristino della leva obbligatoria e per la leva obbligatoria pregressa
    - Capo IV - Tutela amministrativa e giurisdizionale

  - Titolo II - Disciplina della leva in caso di guerra o di grave crisi internazionale
    - Capo I - Ambito applicativo, organi, contingente di leva, norma generale sul procedimento
    - Capo II - Soggezione alla leva: requisiti, obblighi e limitazioni, termini
    - Capo III - Invio e aggiornamento delle liste di leva da parte dei comuni
    - Capo IV - Chiamata alla leva e alle armi nell'Esercito italiano e nell'Aeronautica militare
    - Capo V - Chiamata alla leva e alle armi nel corpo degli equipaggi militari marittimi
    - Capo VI - Ferma di leva
    - Capo VII - Congedi
    - Capo VIII - Sanzioni

  - Titolo III - Servizio degli obiettori di coscienza e degli ammessi a programma di recupero per tossicodipendenti in tempo di guerra o di grave crisi internazionale
    - Capo I - Servizio degli obiettori di coscienza
    - Capo II - Servizio civile per tossicodipendenti ammessi a programmi di recupero e servizio civile presso associazioni ed enti di assistenza socio-sanitaria
- Libro nono - Disposizioni di coordinamento, transitorie e finali
  - Titolo I - Disposizioni di coordinamento
    - Capo I - Disposizioni generali
    - Capo II - Disposizioni particolari

  - Titolo II - Disposizioni transitorie
    - Capo I - Disposizioni generali
    - Capo II - Disposizioni particolari

  - Titolo III - Disposizioni finali